# Zilda Cardoso
Zilda Cardoso (São Paulo, 4 de janeiro de 1936 – São Paulo, 20 de dezembro de 2019) foi uma atriz e humorista brasileira. Ficou famosa por interpretar a Dona Catifunda em programas de televisão como Praça da Alegria, Praça Brasil, A Praça É Nossa e Escolinha do Professor Raimundo. Também é conhecida por ter interpretado a enfermeira Elza na novela Meu Bem, Meu Mal na Rede Globo.

## Biografia
Zilda Cardoso nasceu na capital paulista, em 4 de janeiro de 1936. Estreou sua carreira artística na TV Paulista de São Paulo, substituindo a atriz Eloísa Mafalda, num programa humorístico. Era o ano de 1961.
Estreou no programa O Riso é o Limite, da TV Rio e TV Record, logo chamando atenção por sua veia cômica. Em 1962, ganhou um programa na TV Paulista, Zilda 23 Polegadas. A partir daí torna-se humorista. Sua personagem mais famosa foi Catifunda, que ela interpretou em vários programas, seu bordão famoso foi: saravá. 
Manuel de Nóbrega, o grande criador de programas humorísticos, gostou de Zilda e ela começou, em 1961, a participar do "A Praça da Alegria". Lançou seu personagem mais conhecido, Catifunda, a mendiga debochada, que fumava charuto.
Zilda também participou de alguns filmes, dois ao lado de Mazzaropi. Fez em 1963 O Lamparina, em 1964 Meu Japão Brasileiro, em 1969 Golias Contra o Homem das Bolinhas e em 1970 Se Meu Dólar Falasse.
Zilda atuou na novela  Quatro Homens Juntos, na Rede Record, além de: Mãos Ao Ar e Meu Adorável Mendigo, na mesma emissora. Depois fez na TV Globo uma série de participações em programas humorísticos, entre eles: Os Trapalhões. Participou da série Delegacia de Mulheres, da novela Meu Bem, Meu Mal, do humorístico Escolinha do Professor Raimundo e do seriado Você Decide.

### Morte
Foi encontrada morta no dia  20 de dezembro de 2019, em seu apartamento na cidade de São Paulo. Zilda, que fumava 3 maços de cigarro por dia, sofreu uma morte natural enquanto dormia.

## Televisão
| Ano       | Título                          | Emissora          |
| --------- | ------------------------------- | ----------------- |
| 1961      | O Riso é o Limite               | TV Paulista       |
| 1962–64   | Zilda 23 Polegadas              | TV Paulista       |
| 1964–70   | Praça da Alegria                | TV Paulista       |
| 1964–68   | Noites Cariocas                 | TV Rio            |
| 1965–66   | Quatro Homens Juntos            | RecordTV          |
| 1966      | Mãos Ao Ar                      | RecordTV          |
| 1967      | Quadra de Sete                  | RecordTV          |
| 1969      | Show do Dia 7                   | RecordTV          |
| 1973–74   | Meu Adorável Mendigo            | RecordTV          |
| 1977–78   | Os Trapalhões                   | TV Globo          |
| 1977–78   | A Praça da Alegria              | TV Globo          |
| 1977      | Espelho Mágico                  | TV Globo          |
| 1976–78   | Deu a Louca no Show             | Rede Tupi         |
| 1981      | Reapertura                      | SBT               |
| 1981–1983 | Alegria 81                      | SBT               |
| 1983–86   | Os Trapalhões                   | TV Globo          |
| 1987–88   | Praça Brasil                    | Rede Bandeirantes |
| 1987–1990 | A Praça é Nossa                 | SBT               |
| 1990      | Delegacia de Mulheres           | TV Globo          |
| 1990      | Meu Bem, Meu Mal                | TV Globo          |
| 1991      | Estados Anysios de Chico City   | TV Globo          |
| 1991–95   | Escolinha do Professor Raimundo | TV Globo          |
| 1998      | A Praça É Nossa                 | SBT               |
| 2000      | Você Decide                     | TV Globo          |

## Cinema
| Ano  | Título                             | Personagem                    |
| ---- | ---------------------------------- | ----------------------------- |
| 1963 | O Lamparina                        | Maria                         |
| 1964 | Meu Japão Brasileiro               | Professora                    |
| 1969 | Golias Contra o Homem das Bolinhas | Laura                         |
| 1970 | Se Meu Dólar Falasse               | Perua (participação especial) |

## Prêmios e indicações

### Troféu Roquette Pinto
| Ano  | Categoria                    | Indicação     | Resultado |
| ---- | ---------------------------- | ------------- | --------- |
| 1963 | Melhor Teleatriz Humorística | Zilda Cardoso | Venceu    |